# Leona (pel·lícula)
Leona és una pel·lícula dramàtica mexicana del 2018 i el debut com a director d'Isaac Cherem. Va ser escrit per Cherem i Naian González Norvind. González Norvind també protagonitza una jove jueva a Ciutat de Mèxic que s'enamora d'un home no jueu, Iván (Christian Vazquez).
La pel·lícula es va estrenar al Festival Internacional de Cinema de Morelia el 22 d'octubre de 2018. La pel·lícula també va aparèixer a la programació de diversos festivals internacionals de cinema jueu com el Festival de Cinema Jueu de Filadèlfia, Festival de Cinema Jueu d'Atlanta, al Jewish Motifs International Film Festival de Polònia i l'UK Jewish Film Festival. Segons Cherem, la pel·lícula es va estrenar als cinemes mexicans l'octubre de 2019, seguida d'una estrena a les sales nord-americanes per part de Menemsha Films entre l'any següent i el 2021.

## Resum de la trama
Ariela, una jove artista de la Ciutat de Mèxic d'una família jueva siriana, es veu pressionada perquè trobi una parella adequada. Desenvolupa sentiments per un home no jueu, Iván (Christian Vazquez). Això la presenta un dilema mentre sopesa la relació amb la desaprovació de la seva família i comunitat.

## Repartiment
- Naian González Norvind com Ariela
- Christian Vázquez com Iván
- Carolina Politi com Estrella
- Daniel Adissi com Gabriel
- Margarita Sanz com Abuela
- Ana Kupfer com Rebeca
- Emma Dib com Liz
- Rodrigo Corea com Miguel
- Elías Fasja com Simón
- Ricardo Fastlicht com Moisés
- Adriana Llabres com Cordelia

## Premis i nominacions
| Premi                                       | Categoria                         | Nominats                            | Resultat   |
| ------------------------------------------- | --------------------------------- | ----------------------------------- | ---------- |
| Festival Internacional de Cinema de Morelia | Ull a millor llargmetratge mexicà | Leona                               | Nominat    |
| Festival Internacional de Cinema de Morelia | Millor actriu                     | Naian González Norvind              | Guanyadora |
| LXIII edició dels Premis Ariel.             | Millor actriu                     | Naian González Norvind              | Nominada   |
| LXIII edició dels Premis Ariel.             | Millor coactuació femenina        | Margarita Sanz                      | Nominada   |
| LXIII edició dels Premis Ariel.             | Millor coactuació femenina        | Carolina Politi                     | Nominada   |
| LXIII edició dels Premis Ariel.             | Millor guió original              | Isaac Cherem Naian Gónzalez Norvind | Nominats   |
| LXIII edició dels Premis Ariel.             | Millor opera prima                | Leona                               | Nominada   |
| LXIII edició dels Premis Ariel.             | Millor vestuari                   | Ximena Guzmán                       | Nominada   |
| LXIII edició dels Premis Ariel.             | Millor música original            | Jacobo Lieberman                    | Nominat    |